# Moshe Isserles
Moses ben Israel Isserles anche Moshe Isserlis (in ebraico משה בן ישראל איסרלישׂ‎?) (Cracovia, 22 febbraio 1520 – Cracovia, 11 maggio 1572), rinomato rabbino talmudista ashkenazita e posek, uno dei primi Acharonim.

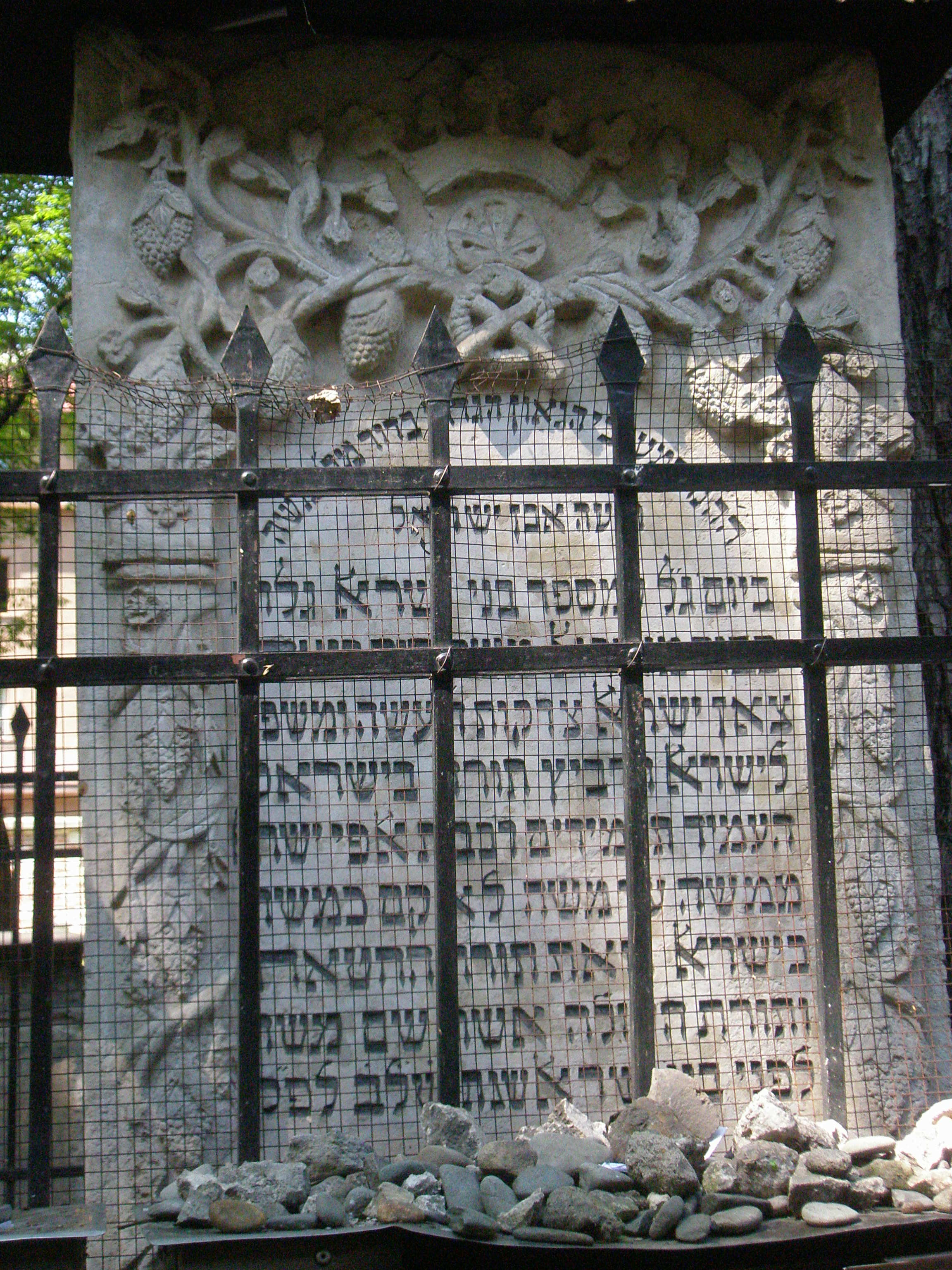
Tomba di Isserles a Cracovia.

Conosciuto soprattutto per la sua opera halakhica (Legge ebraica) fondamentale, intitolata ha-Mapah (lett., "la tovaglia"), un commentario glossato (riga per riga) sullo Shulchan Aruch (lett. "tavola apparecchiata"), sul quale principalmente si basa la sua "grande reputazione di grande halakhista e codificatore". È inoltre noto per il suo commentario Darkhei Moshe su Arba'ah Turim. Isserles viene anche chiamato il Ramo, (o Rama) (in ebraico רמ״א‎?), acronimo ebraico di Rabbi Moses Isserles.

## Biografia
Suo padre Israel (note come Isserl), fu un eminente talmudista, indipendentemente ricco e probabilmente capo della sua comunità; il nonno di Moshe, Jehiel Luria, fu il primo rabbino di Brisk in Bielorussia. Studiò a Lublino con Rabbi Shalom Shachna, che divenne suo suocero; tra i suoi discepoli ebbe il parente Solomon Luria (detto Maharshal) e Chayyim ben Bezalel, un fratello maggiore del Maharal. La moglie di Rabbi Moshe morì giovane, all'età di 20 anni, e lui successivamente fondò la "Sinagoga Rema" a Cracovia in sua memoria. Più tardi si risposò con la sorella di Joseph ben Mordechai Gershon Ha-Kohen.
Ritornò a Cracovia nel 1550, dove stabilì una grande yeshivah e, essendo ricco, mantenne gli allievi a suo costo. Nei suoi insegnamenti, si opponeva al pilpul e raccomandava una semplice interpretazione del Talmud. Nel 1553 fu nominato dayan (giudice); servì anche nel Consiglio delle Quattro Terre. Diventò un rinomato studioso e fu consultato da numerosi rabbini famosi, tra cui Yosef Karo, per decisioni halakhiche. Fu uno dei più importanti saggi ebraici in Polonia e il posek principale degli ebrei ashkenazi della sua epoca.  Morì a Cracovia e fu sepolto vicino alla sua sinagoga.  Sulla sua lapide si legge: "Da Mosè (Maimonide) a Mosè (Isserles) non ci fu alcuno come Mosè". Fino alla seconda guerra mondiale (e all'occupazione nazista), migliaia di pellegrini visitavano la sua tomba annualmente durante Lag Ba'omer, che era il suo Yahrzeit (data di morte, anniversario).
Moshe Isserles fu anche un erudito cabalista e studiò inoltre la  storia, astronomia e filosofia. Insegnò che “il fine dell'uomo è di cercare le cause e il significato delle cose” ("Torath ha-Olah" III., vii.). Affermava inoltre che "è permesso ognitanto di studiare la saggezza secolare, a patto che si escludano opere eretiche... e che uno [prima] sappia cosa sia permesso e cosa proibito, e le regole della Halakhah e le mitzvot". Il Maharshal lo redarguì per aver basato alcune delle sue decisioni su Aristotele. La sua risposta fu che egli studiava la filosofia greca solo dalla Guida dei perplessi di Maimonide, e inoltre lo faceva solo negli Shabbat e per Yom Tov (festività ebraiche) - aggiungeva anche che era meglio occuparsi di filosofia piuttosto che errare con la Cabala.
Rabbi Isserles ebbe parecchi figli: "Drezil (chiamata secondo la nonna materna), moglie di Rabbi Bunem Meizlish. Una figlia il cui nome non ci è noto... un figlio, Rabbi Yehuda...  Una terza figlia... a noi sconosciuta." Tra i suoi discendenti più famosi, si annoverano i compositori Felix Mendelssohn e Giacomo Meyerbeer, e l'esperto di statistica anglo-russo Leon Isserlis.
Rabbi Isserles è sepolto nel cimitero eponimo di Cracovia.